# 沔東郡
沔东郡，中国南北朝时设置的郡。
南朝梁置沔东郡，属雍州，治所在今湖北省枣阳市西南。天监四年（北魏正始二年，505年），南梁沔东郡太守田青喜率领七郡、三十一县、一万九十户归顺北魏。普通七年（526年）南梁收复沔东郡，太清三年（549年）沔东郡再被西魏占领，西魏废除沔东郡。属地改属昌州、蔡州。